# Potenciació a llarg termini

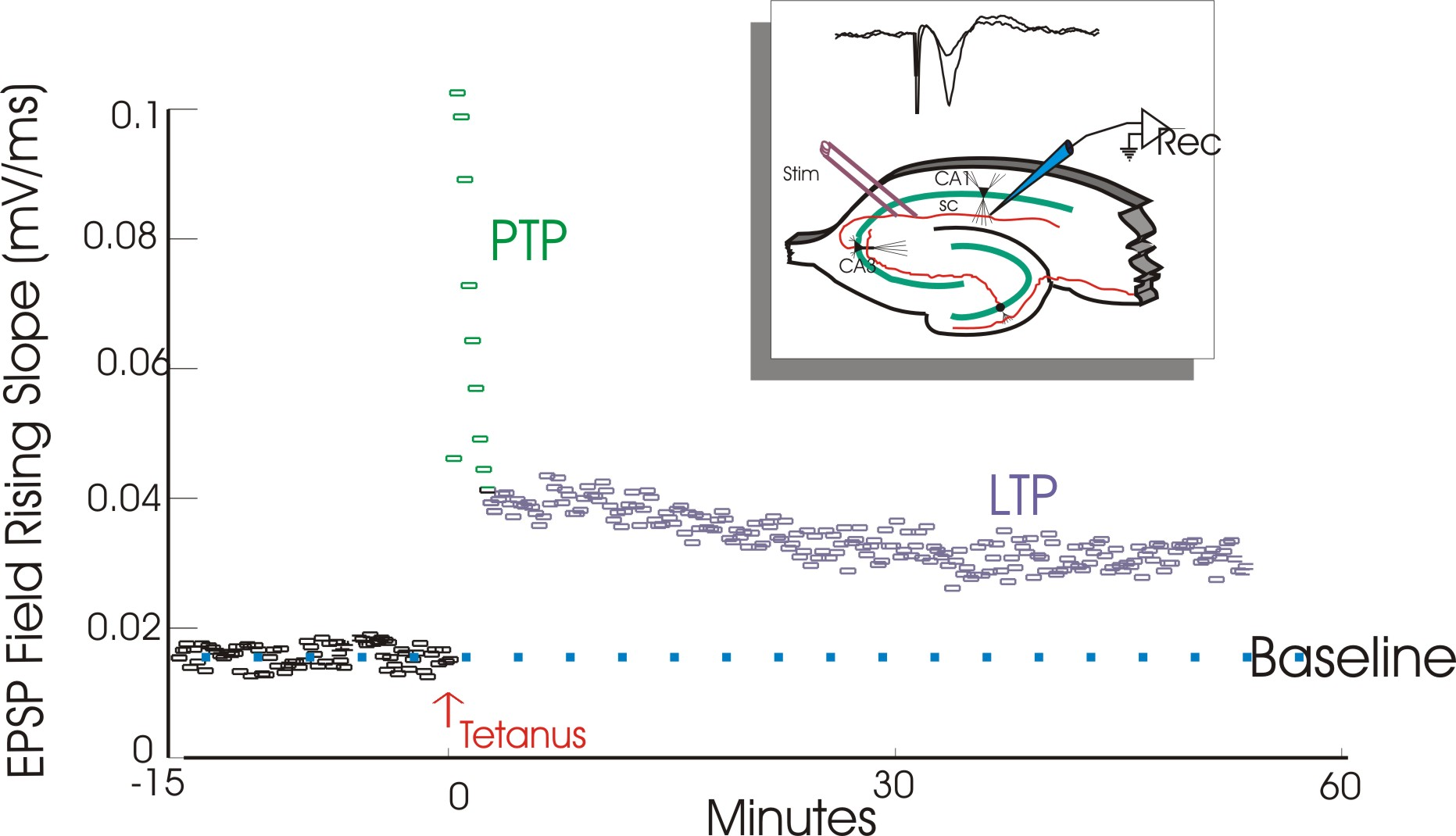
La potenciació a llarg termini (long-term potentiation o LTP) és un increment persistent en la forçade la sinapsi que segueix a una estimulació d'elevada freqüència d'una sinapsi química. Els estudis sobre la LTP sempre s'han portat a terme en el hipocamp, un òrgan important en l'aprenetatge i la memòria. En aquests estudis, els registres elèctrics estan generats en cèl·lules i són registrats en una gràfica com la de la imatge. Aquesta gràfica compara la resposta al estímuls en sinapsis que han sofert LTP amb les que no ho han fet. Les que l'han sofert tendeixen a tenir respostes elèctriques més fortes a estímuls que altres sinapsis. El terme potenciació a llarg termini prové del fet que aquest increment en la "força sinàptica" o potenciació dura molt més temps en comparació ambaltres processos que afecten la orça sinàptica.

En neurociència, la potenciació a llarg termini és una intensificació duradora en la transmissió de senyals entre dues neurones que resulta de l'estimulació sincrònica d'ambdues. És un dels diversos fenòmens de la plasticitat sináptica, la capacitat de la sinapsi química de canviar la seva força. Donat que es creu que els records estan codificats per modificacions de la força sinàptica, es considera la LTP com un dels mecanismes cel·lulars principals que subjau a l'aprenentatge i al procés de la memòria.
La LTP comparteix molts trets amb la memòria a llarg termini.
A nivell cellular, la LTP estimula la transmissió sinàptica. Millora la capacitat de dues neurones, una presinàptica i una altra postsinàptica de comunicar-se entre ambdues a través de la sinapsi.
La LTP va ser descoberta en l'hipocamp de conill per Terje Lømo el 1966. La importància del PKCζ en la creació i manteniment de la potenciació a llarg termini va ser descrita primer per Todd Sacktor et al. a la State University of New York a Brooklyn el 1993.